# 鳥羽井沼
鳥羽井沼（とばいぬま）は、埼玉県比企郡川島町大字鳥羽井新田にある安永年間に市野川の洪水でできた河跡湖（押堀：おっぽり）である。

## 概要
川島町鳥羽井の荒川の右岸堤防の直ぐ西側にあり、鳥羽井沼自然公園として整備されている。沼は南北二つの沼が連なりひょうたんの形をしており、そのなかほどの沼のほとりには、水を司るという九頭龍大権現と一目連大明神が祀られている。北側の沼は中沼と呼ばれていてで南北120 m・東西100 m、南側の沼は前沼と呼ばれていて南北100 m・東西70 mの広さである。
ヘラブナやコイが釣れ、特に毎年12月初めに行われる川島町網打連合会主催の投網打ち大会には、コイ（約1 t）が放流され、大勢の釣り人で賑わう。管理釣り場の為、夕刻になると沼の外に出ないとならない。また、灌漑用の溜井としても利用されている。灌漑面積は15 haである。小公園の施設も設けられている。

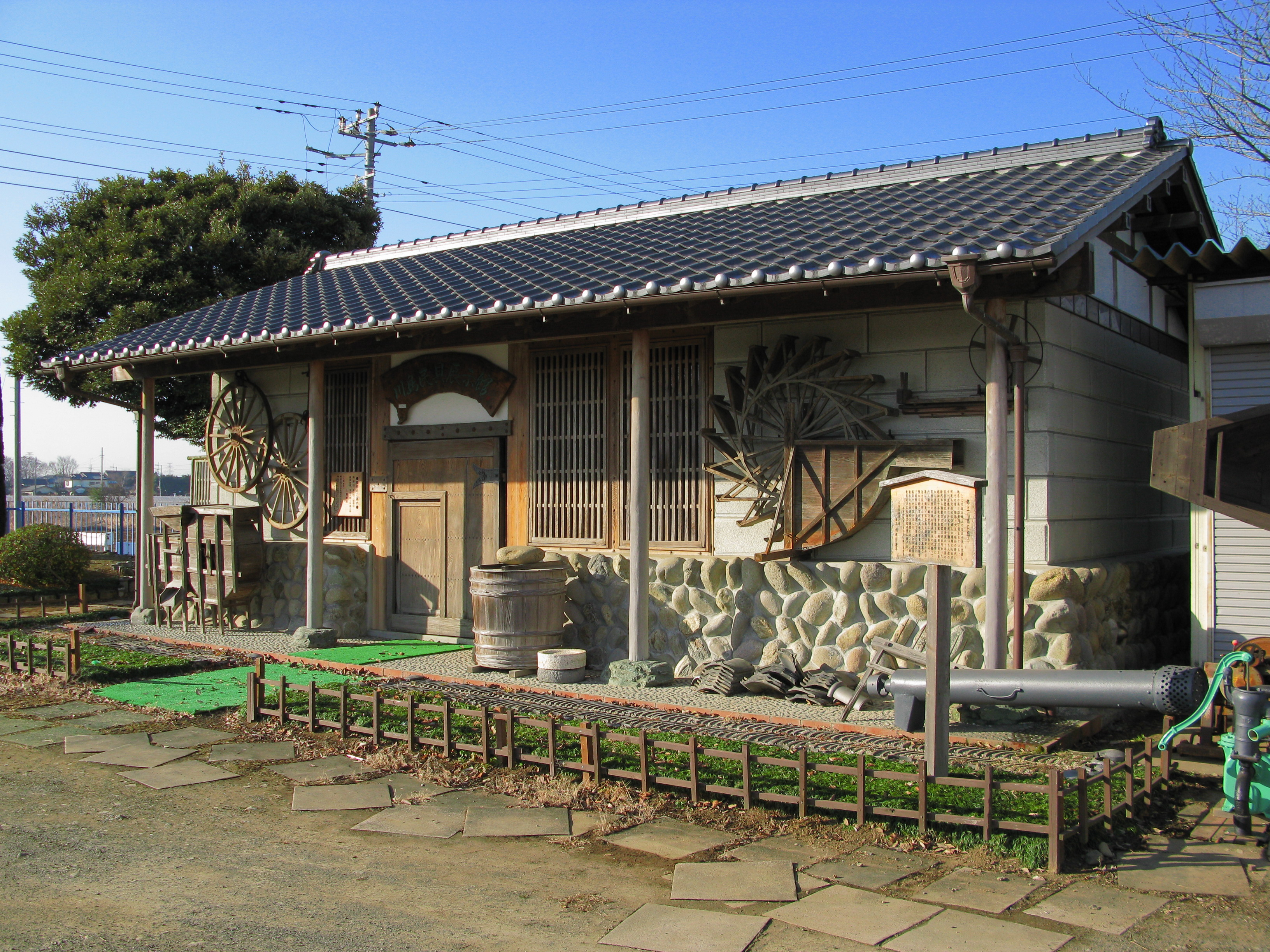
川島民具展示館

沼の西側には、川島民具展示館があり、いにしえの生活民具、農具などが展示されていて、無料であるが休日のみの開館。また、沼に隣接して、川島芳康ルピナス園、川島芳康いちじく園がある。
土手の上を通るさいたま武蔵丘陵森林公園自転車道（荒川サイクリングロード）の中間地点に位置し、サイクリングの休憩スポットとして人気がある売店があったが、現在は店を閉めている。